# JCSAT-1通訊衛星
JCSAT-1，為日本一枚已退役的通訊衛星，亦是日本通訊衛星公司屬下的首枚衛星。在服役期間，此衛星定位於東經150°E的上空，通過Ku波段為日本各地提供衛星通訊服務。
由於衛星壽命屆滿，JCSAT-1已於1998年退役，並由JCSAT-1b取代。

## 概況
JCSAT-1由美國休斯太空與通訊公司製造，並採用該公司研製的HS-393型衛星平台，其外形呈圓筒形，直徑為3.7米、長3.4米。有效載荷方面，此衛星設有32個頻率為27MHz的Ku波段轉發器，而行波管發射功率為20W。
除轉發設備外，此衛星亦設有一套姿態控制系統，採用R-4D-12型變軌用火箭引擎，其最大推力為490N。
而在供電設備方面，JCSAT-1設有兩組太陽能板，最多可為此衛星產生2,350W的電力；此外，衛星上亦設有兩枚輸出為38Ah的鎳氫電池。

## 历史
1985年6月，日本通訊衛星公司下訂兩枚採用HS-393平台的通訊衛星，包括此衛星及一枚備份衛星（JCSAT-2，1990年發射升空）。
其後，此衛星於接近四年後，連同Meteosat 4氣象衛星由亞利安44LP運載火箭搭載升空，成為日本首枚由私營機構持有的通訊衛星 。
按照原定計劃，JCSAT-1的壽命於1997年底屆滿，但直到翌年才正式退役，並被調至墓地軌道。

## 註解
1. ↑  後更名為JSAT公司，為完美天空JSAT集團之前身